# Danemark aux Jeux européens de 2015
Le Danemark était présent aux Jeux européens de 2015, la première édition des Jeux européens, organisée à Bakou, en Azerbaïdjan.

## Médailles
| Sport                   | Discipline                  | Athlète(s)                   | Performance | Date    |
| Médailles d'or : 4      |                             |                              |             |         |
| Badminton               | Hommes - Double             | Mathias Boe Carsten Mogensen |             | 27 juin |
| Badminton               | Mixte - Double              | Niclas Nøhr Sara Thygesen    |             | 28 juin |
| Badminton               | Femmes - Simple             | Line Kjærsfeldt              |             | 28 juin |
| Cyclisme                | Femmes - BMX                | Simone Christensen           |             | 28 juin |
| Médailles d'argent : 3  |                             |                              |             |         |
| Badminton               | Hommes - Simple             | Emil Holst                   |             | 28 juin |
| Tir                     | Mixte - Carabine à 10 m     | Stine Nielsen Steffen Olsen  |             | 22 juin |
| Tir à l'arc             | Femmes - Individuel         | Maja Jager                   |             | 21 juin |
| Médailles de bronze : 5 |                             |                              |             |         |
| Badminton               | Femmes - Double             | Lena Grebak Maria Helsbøl    |             | 27 juin |
| Canoë-kayak             | Hommes - K1 1000m           | Rene Holten Poulsen          |             | 15 juin |
| Natation                | Hommes - 50 mètres Dos      | Tobias Bjerg                 |             | 25 juin |
| Natation                | Femmes - 50 mètres Libre    | Julie Jensen                 |             | 26 juin |
| Natation                | Femmes - 50 mètres Papillon | Julie Jensen                 |             | 27 juin |